# Vranken (champagne)
Vranken is een champagnehuis dat in 1979 in Reims werd opgericht door de Belg Paul-Francois Vranken. De visionaire Vranken maakte van champagne een volks product door de drank als eerste naar de supermarkt te brengen. De oprichter gaf in december 2024 de leiding over aan zijn vrouw Nathalie Vranken.
Het huis maakt bij een bovengemiddeld goede oogst een cuvée de prestige die "Cuvée Demoiselle" of “Cuvée Diamant“. Het bedrijf is onderdeel van de groep Vranken-Pommery Monopole dat ook Pommery bezit. Andere merken van de groep zijn Charles Lafitte en Heidsieck & Co Monopole.
Het bedrijf laat de malolactische fermentatie in het voorjaar na de oogst gebeuren en assembleert de wijn met toevoeging van rond de 20% wijn uit de réserve van het huis. Zo kan ook in de mindere wijnjaren een champagne worden gemaakt waarvan kwaliteit en stijl constant zijn.
De remuage geschiedt op een gyropallet en neemt slechts vier dagen in beslag.

## Champagnes
Vranken biedt een ruim assortiment aan cuvées:
- Brut Nature: Een champagne zonder dosage, die de essentie van het champagnehuis weerspiegelt. Deze cuvée benadrukt de natuurlijke aroma's en de kwaliteit van het terroir.

- Brut Nature Rosé: Een verfijnde rosé champagne zonder toegevoegde suikers, die de fruitige en florale nuances van de druiven tot uiting brengt.

- Brut Nature Premier Cru: Gemaakt van druiven afkomstig van Premier Cru-wijngaarden, biedt deze champagne een complexe en elegante smaakervaring zonder dosage.
- Brut Nature Millésime: Een vintage champagne zonder dosage, die de kenmerken van een specifiek oogstjaar benadrukt en een diepgaand smaakprofiel biedt.

- Cuvée Diamant: Deze prestigieuze lijn omvat onder andere:
  - Diamant Brut: Een elegante champagne met een bleke goudgele kleur en fijne bubbels. De neus is intens en complex, met bloemige en fruitige aroma's, gevolgd door hints van zoet gebak. In de mond vol en complex met lichte geroosterde accenten.
  - Diamant Blanc de Blancs: Gemaakt van 100% Chardonnay-druiven, deze champagne heeft een goudkleurige tint met groene reflecties. Levendig in de mond met citrusaroma's van rode pompelmoes en mandarijn. Ideaal als aperitief of bij zeevruchten en visgerechten.
- Cuvée Demoiselle: Een unieke reeks champagnes met een meerderheid aan Chardonnay, zorgvuldig geselecteerd op basis van de kwaliteit van de oogst en de herkomst van de crus.

- Grande Réserve Brut: Een klassieke champagne van het huis, samengesteld uit de drie traditionele druivenrassen. Rond, fris en fruitig, ideaal als aperitief.

- Special Brut Blanc de Blancs: Een champagne met een bleke goudgele kleur en kristalgroene reflecties. De neus onthult aroma's van witte bloemen en citrusvruchten, terwijl de smaak harmonieus is met fruitige tonen en een aangename afdronk met vanilletonen.

## Galerij

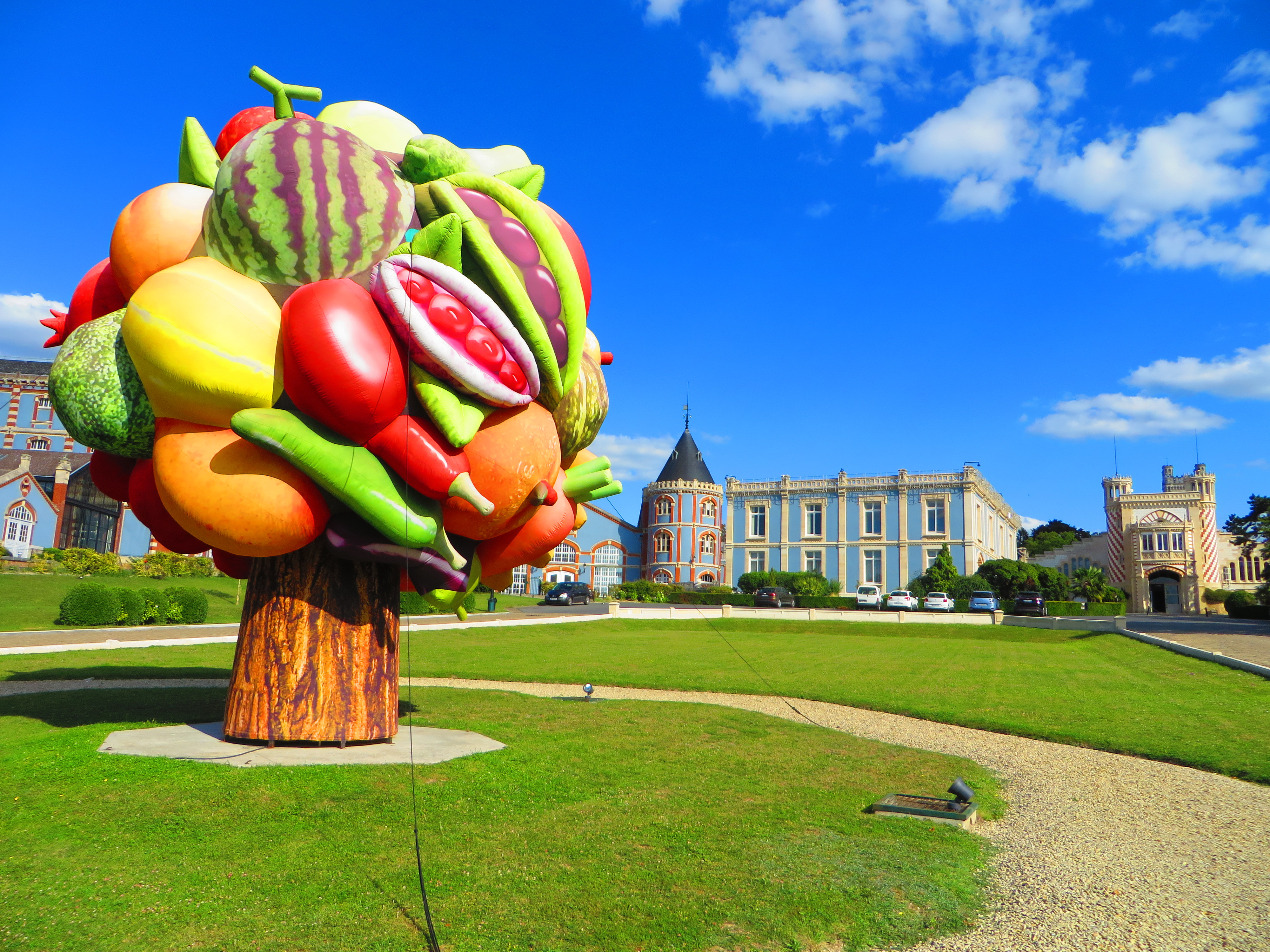
Kunst op het domein
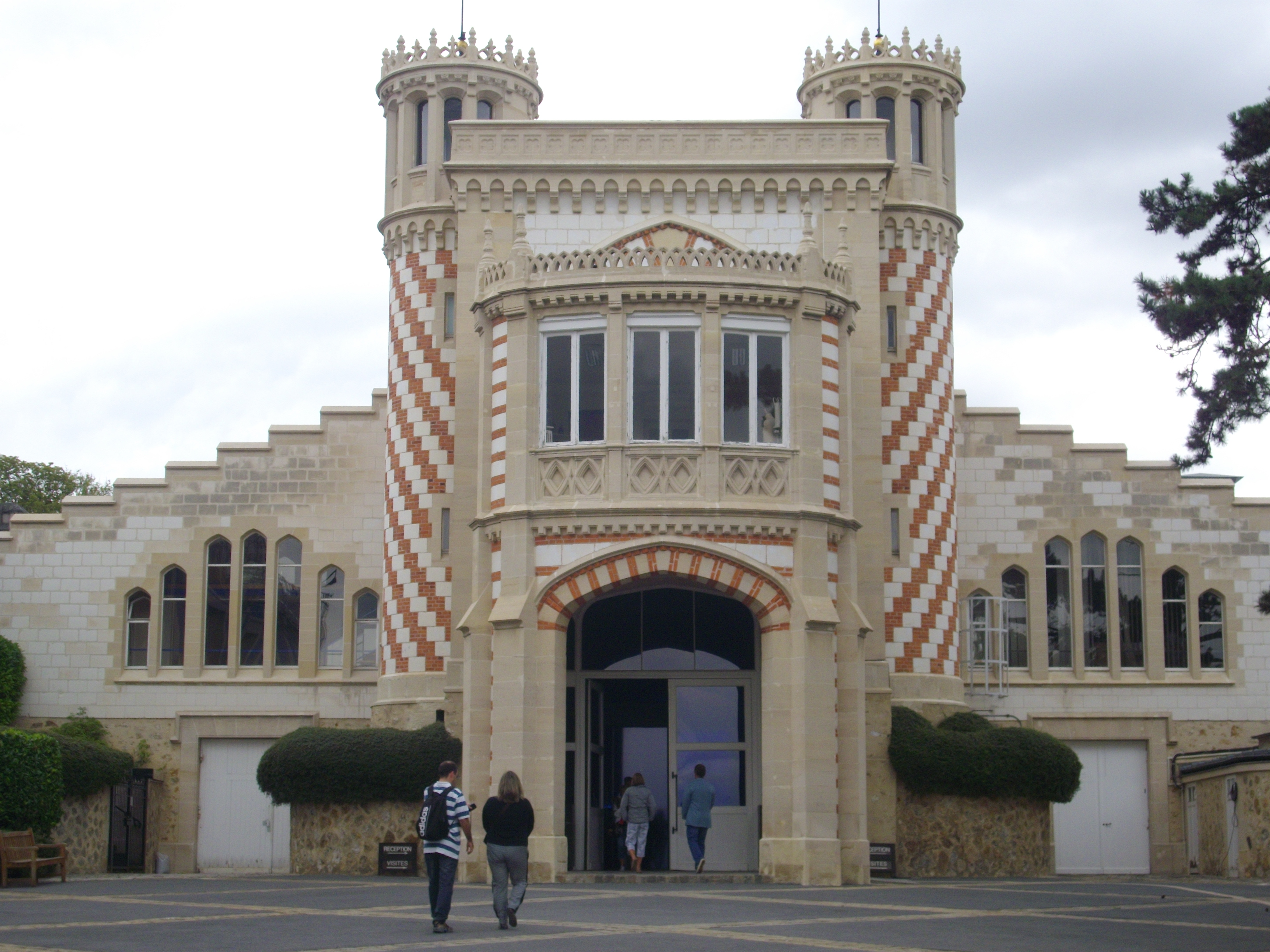
Ingang naar de kelders
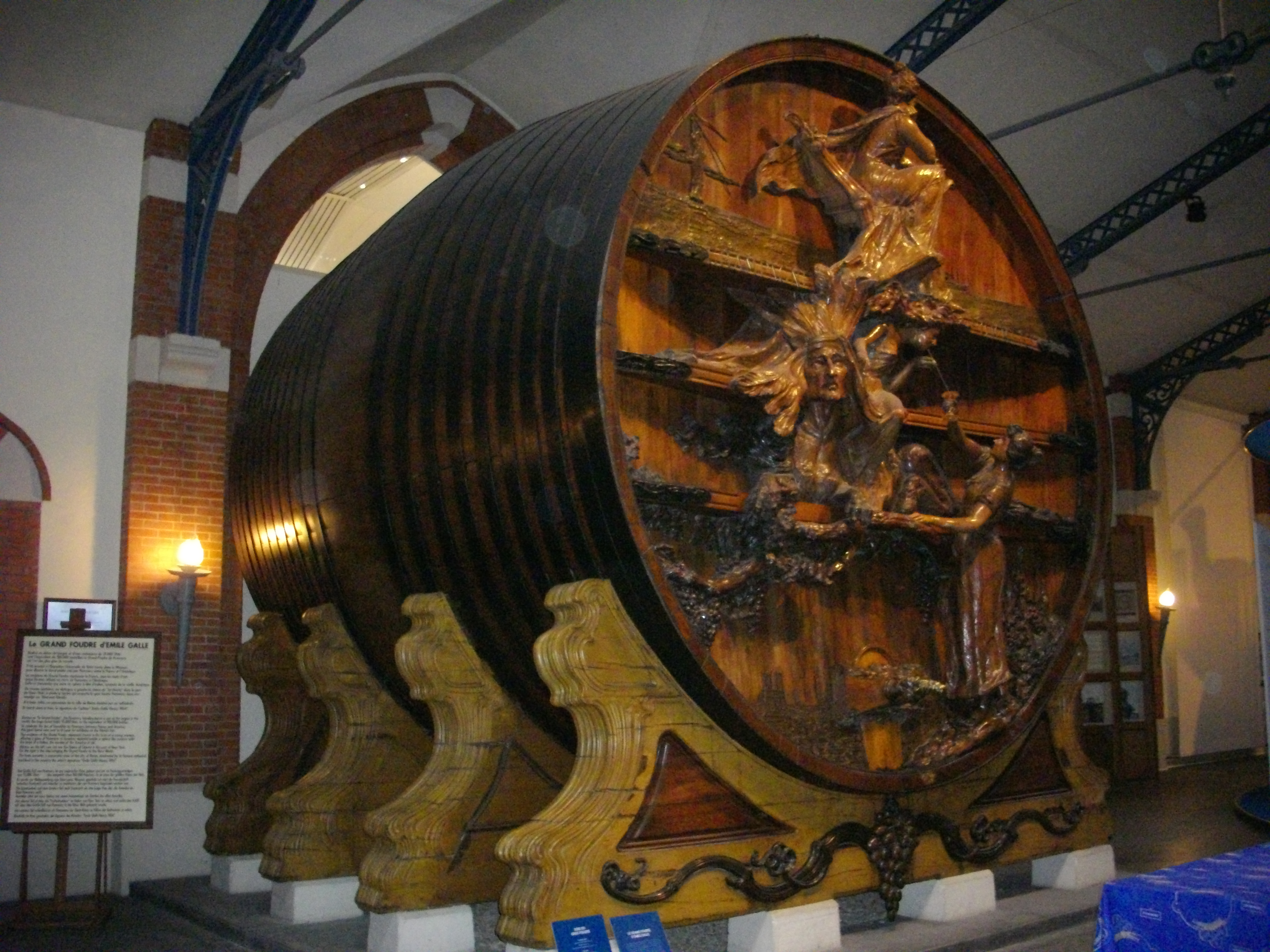
Grote vat Émile Gallé
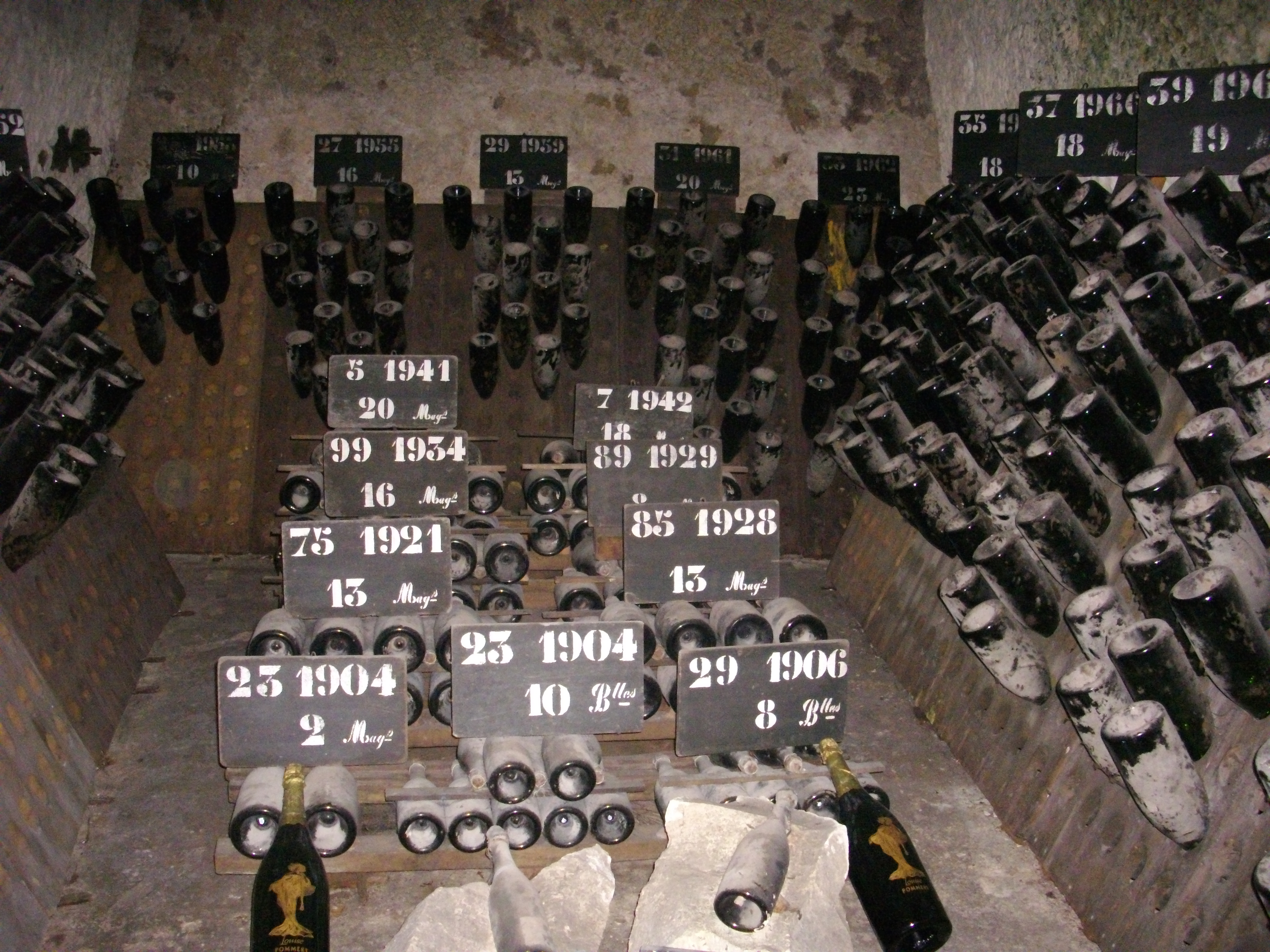
Oude flessen in de kelder
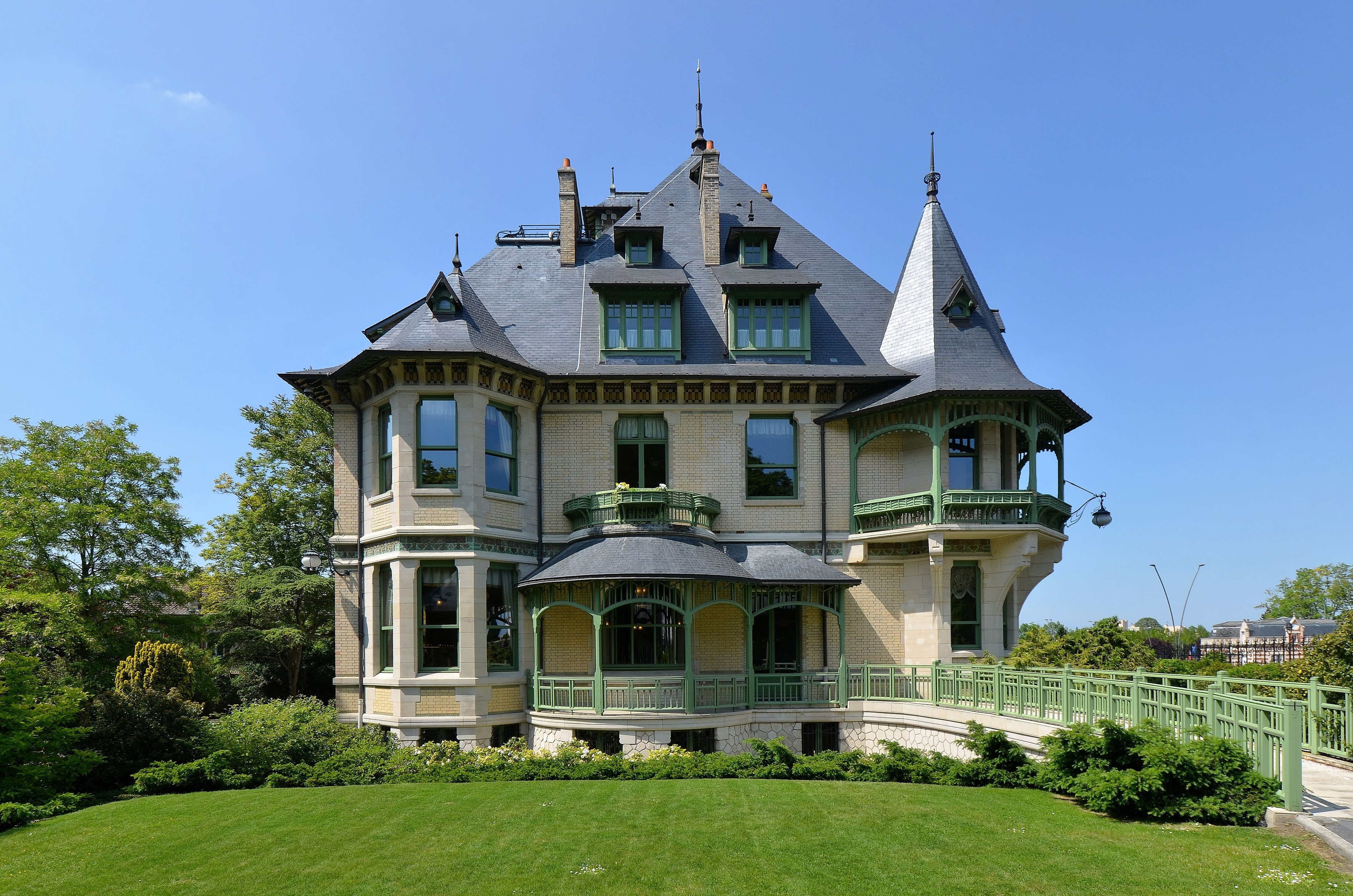
Villa Demoiselle